# Miguel Soares
Miguel Soares (Braga, 1970) é um artista plástico português de Portugal. Conhecido sobretudo pelos seus trabalhos de animação inspirados na ficção científica (exposição retrospectiva na Culturgest, Lisboa, Outubro 2008). Soares trabalha em diversos mídia como a instalação multimedia, a videoarte, música electrónica (dois discos editados através do seu alter-ego migso), manipulação de jogos de computador, e fotografia (foi vencedor do prémio BES Photo 2007).

## Biografia
Estudou Fotografia no Ar.Co, em Lisboa (1989-1990), Licenciou-se na Faculdade de Belas Artes da Universidade de Lisboa de 1989 a 1995. Foi Bolseiro do Centro Nacional de Cultura em 1992 e 1993. Bolseiro do Acordo Tripartido do Ministério da Cultura, Fundação Calouste Gulbenkian e Fundação-Luso Americana para o Desenvolvimento para uma residência artística no Location One,em Nova Iorque (2003-2004).
De 2006 a 2008 foi Professor Auxiliar Convidado na Licenciatura em Artes Visuais da Faculdade de Ciências Humanas e Sociais da Universidade do Algarve. Entre 2008 e 2013 foi Professor Auxiliar Convidado do Departamento de Arquitectura da Faculdade de Ciências e Tecnologia da Universidade de Coimbra. É doutorando do Colégio das Artes, em Coimbra.

## Exposições Individuais
2010 Skyway '10, Toruń, Former police station, Polónia (curador: Mário Caeiro).

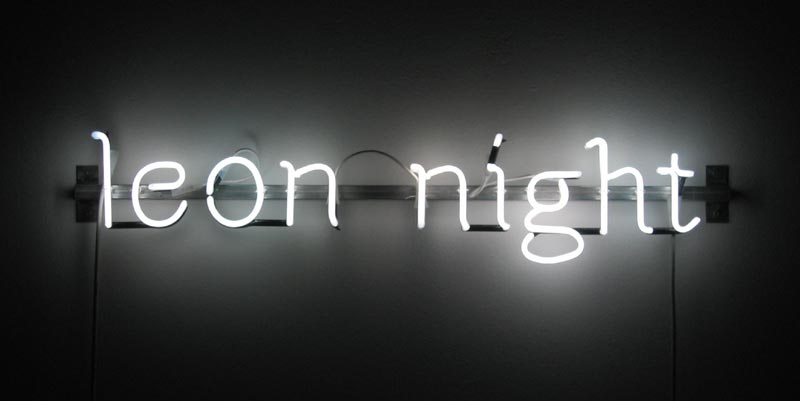
leon night, 2007.

2009 Geolux, Centro de Artes Visuais, Coimbra (curador: Albano da Silva Pereira).
2008 Miguel Soares, Video and 3D Animation Works 1999-2005, Culturgest, Lisboa (curador: Miguel Wandschneider).
2008 A Tale of Three Cities, Capela do Colégio das Artes, Universidade de Coimbra (curador: António Olaio).
2007 Do Robots Dream Of Electric Art?, Fundação EDP, Museu da Electricidade, Lisboa (curador: João Pinharanda).
2007 Miguel Soares 2007, Galeria Graça Brandão, Lisboa.
2006 Time Zones e Place in Time, Centro Cultural de Lagos (curador: Alexandre Alves Barata).

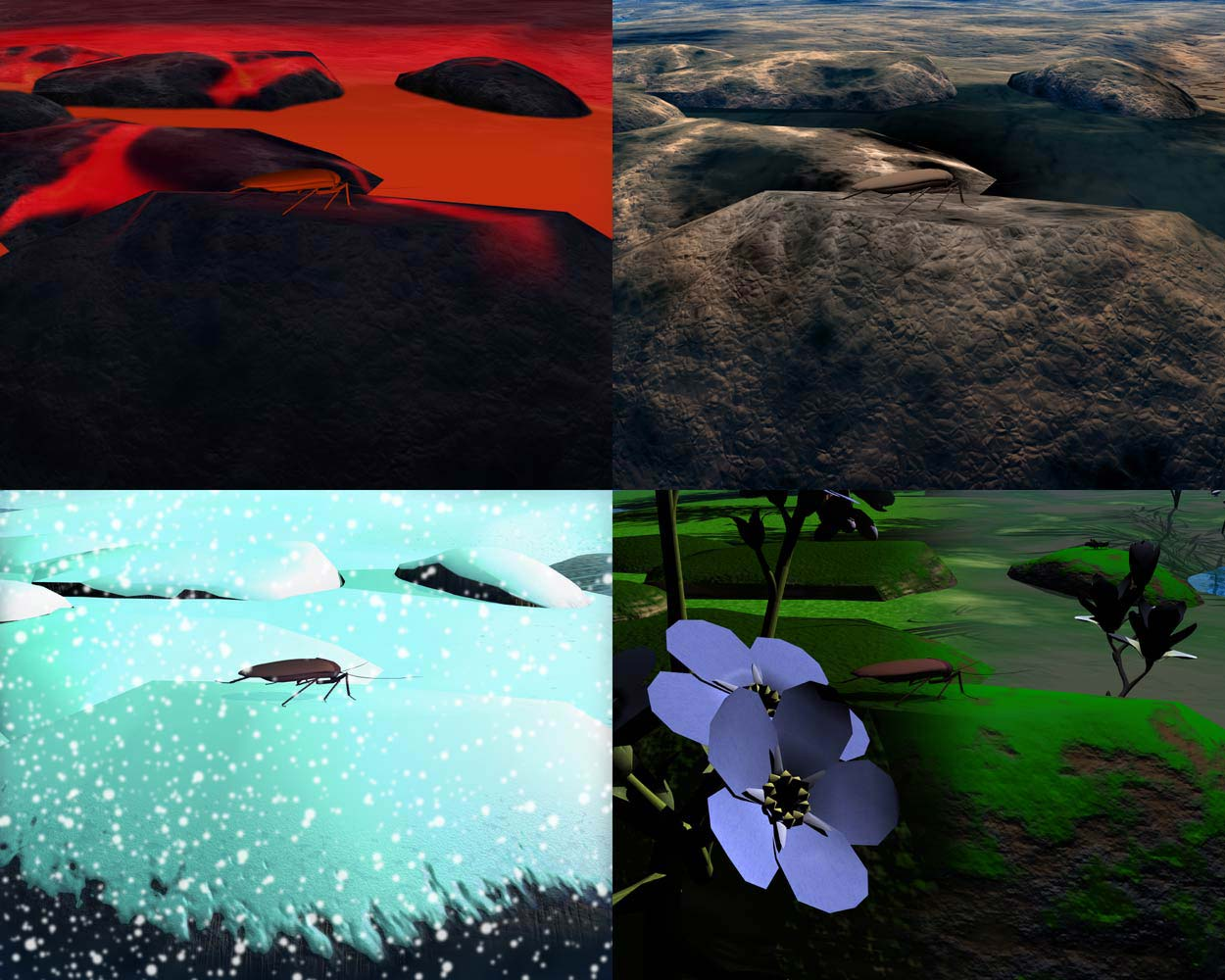
Place in Time, animação, 2005.

2005 Place in Time, Galeria Graça Brandão, Porto.
2004 H2O, Luxe Gallery, project room, Nova Iorque (curador: Stephan Stoyanov).
2003 Time Zones, Galeria Graça Brandão, Porto.
2003 Red Alert, Location One – Test Site, Nova Iorque, EUA (curador: Nathalie Anglès).
2003 Animateur Amateur, Edifício Artes em Partes, Porto (curador: Paulo Mendes).
2002 SpaceJunk beta 1.0 - Abstraction, Surface, Air, Centre Georges Pompidou, Paris, França (curador: Nicolas Trembley).
2002 migso 002, Galeria Monumental, Lisboa.

2001 SlowMotion, ESTGAD, Caldas da Rainha (curador: Miguel Wandschneider).

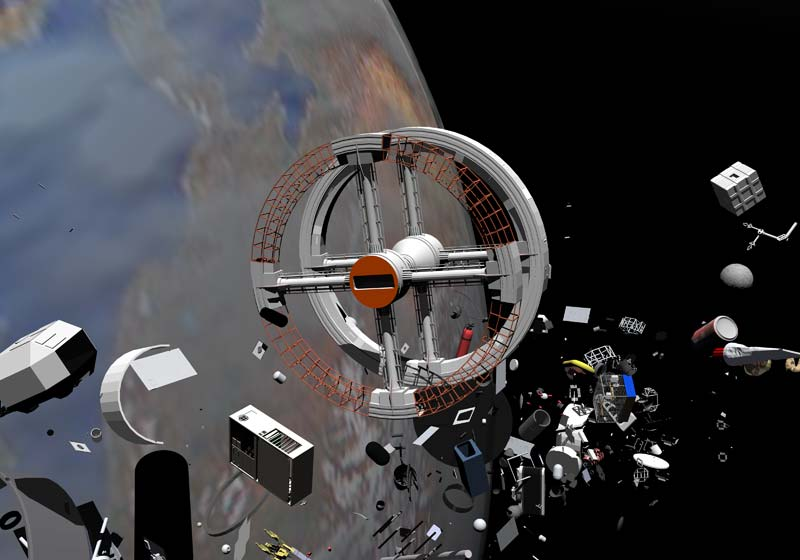
SpaceJunk, animação 3D, 2001.

2001 SpaceJunk. 2001: Time Odissey. Sala do Veado, Museu Nacional de História Natural, Lisboa (curador: Luís Serpa).
2000 Miguel Soares 2000, Galeria Monumental, Lisboa.
1998 Heavens Gate (Project Room), ARCO98, Parque Ferial Juan Carlos I, Madrid, Espanha.
1996 "Miguel Soares 1990-1996", Edifício ANJE, Faro (curador: Alexandre Alves Barata).
1996 Miguel Soares 1996, Galeria Monumental, Lisboa.
1994 Miguel Soares 1994, Galeria Monumental, Lisboa.
1992 Miguel Soares 1992, Galeria Monumental, Lisboa.
1991 Miguel Soares 1991, Galeria Monumental, Lisboa.

## Exposições Colectivas (selecção)
2014 Obras da Coleção de Arte Contemporânea da Portugal Telecom. Centro de Arte da Casa das Mudas, Calheta, Madeira, (curador:José Manuel de Sainz-Trueva).
2013 Um retrato quase apagado…, 17ª Bienal de Cerveira. Vila Nova de Cerveira, (curador: Fatima Lambert, Rita Xavier Monteiro).
2012 Odisseia Kubrick, Solar - Galeria de Arte Cinemática, Vila do Conde.
2012 Positions, Wandesford Quay Gallery, Cork Institute of Technology, Irlanda
(curador: Dermot Browne/Gaia Projects).

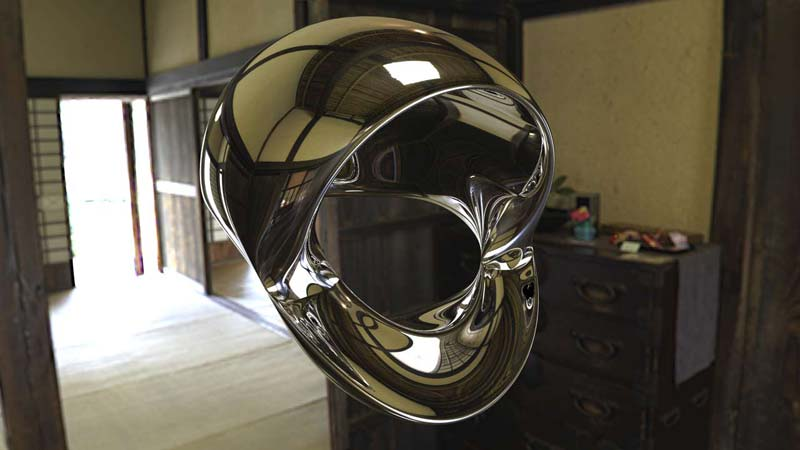
Wabane, animation, 2008.

2012 Negativland “Our Favorite Things”, La Luz de Jesus Gallery, Los Angeles.
2011 Ecologias Correlativas, 319 Scholes, Brooklyn (curador: Chimera+, Greg Barton).
2010 Fiat Lux: Creacion e Iluminacion, Museu de Arte Contemporânea Union Fenosa, A Coruña (curador: Paulo Reis). 
2010 Linguagem e Experiência: Obras da Colecção da Caixa Geral de Depósitos, Museu de Aveiro (curador: Pedro Lapa).
2008 Video A, Aldrich Contemporary Art Museum, Ridgefield, Connecticut, EUA
(curador: Richard Klein).
2008 PhotoEspana 08, BES Photo 2007, Centro Cultural Conde Duque, Madrid.
2008 Prémio BES Photo 2007, Museu Colecção Berardo, Centro Cultural de Belém, Lisboa.
2007 Histoires Animées. Le Fresnoy, studio national des arts contemporains, Tourcoing, França, (curador: J.A. Álvarez Reyes, Laurence Dreyfus, Marta Gili, Neus Miró). .
2007 50 Anos de Arte Portuguesa, Fundação Calouste Gulbenkian, Lisboa.
2007 Uma Luz, Fundação EDP, Museu da Electricidade, Lisboa, (curador: João Pinharanda).
2006 Cuentos Digitales, CGAC - Centro Galego de Arte Contemporánea, Santiago de Compostela, Espanha, (curador: Manuel Olveira).
2006 Historias Animadas, CaixaForum, Fundació "la Caixa", Barcelona, Espanha. (curador: Marta
Gili et al).

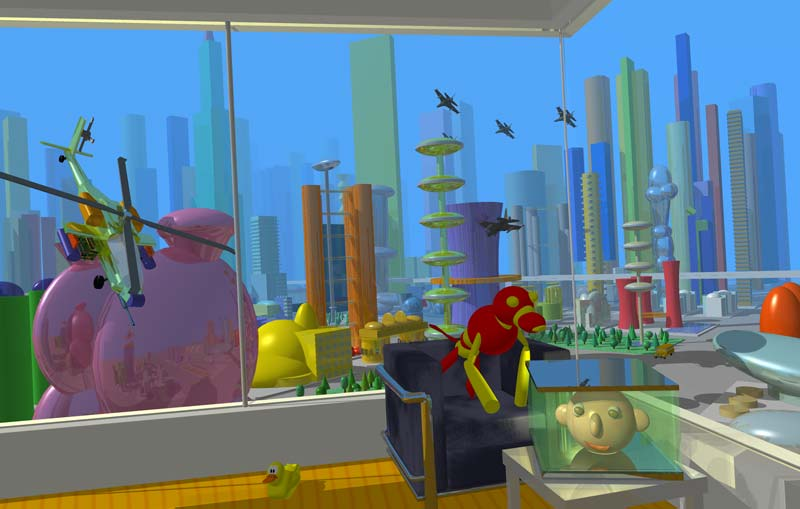
X-city, 3D Render, 1998.

2006 Negativlandland, Creative Electric Studios, Minneapolis, e Consolidated Works, Seattle.
2006 Videomix, Videoarte Portugues Contemporaneo, La casa Encendida, Madrid, Espanha, (curador: Duero)
2005 Del Zero al 2000 - Perspectivas del arte en Portugal, Fundación
Marcelino Botín, Santander, Espanha, (curador: David Barro).
2005 Negativlandland, Gigantic Art Space, Nova Iorque, EUA.
2004 International Residency Program – New Work 2004, Location One, Nova Iorque, EUA.
2004 30 Artists Under 40, The Stenersen Museum, Oslo, Norway, (curador: Pedro Portugal).
2004 Re-Location – Shake, Muzeul National de Arta Contemporana, Bucharest, Roménia, (curador: Maria Rus Bojan).
2004 Proximidades e Acessos: Obras da colecção Ivo Martins, Culturgest, Porto, Portugal, (curador: Miguel Wandschneider).

2003 Outras Alternativas - novas experiencias visuais en Portugal, MARCO, Vigo, Espanha, (curador: David Barro).

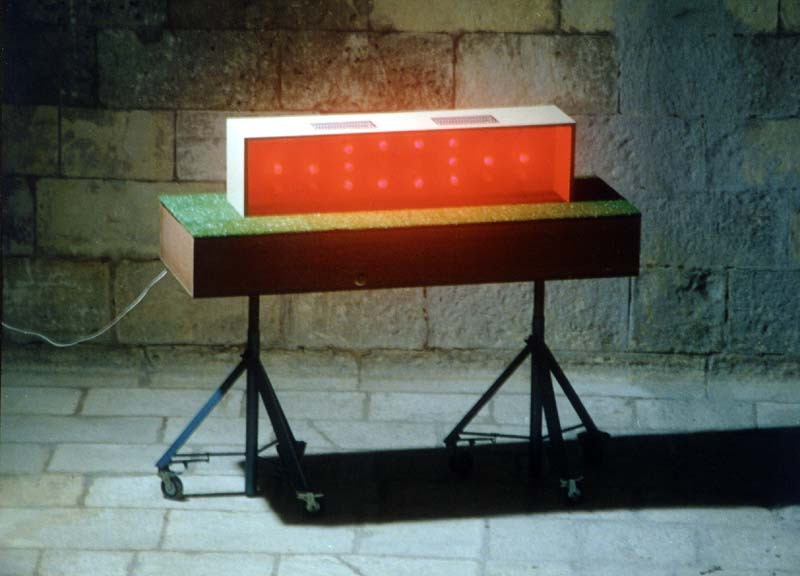
Night Art School, Wallmate, 1995.

2001 Situation Zero – new art from Portugal, Hierba Buena Center for the Arts, São Francisco, EUA (curador: René de Guzman).
2001 Air Portugal 2, The Pond art space, São Francisco, EUA.
1998 Observatório, Canal Isabel II, Madrid, Espanha (curador: João Pinharanda).
1997 Mediações - Inter@ctividades, Palácio Galveias, Lisboa (curador: Maria Teresa Cruz, Isabel Carlos).
1995 Wallmate, Cisterna da Faculdade de Belas Artes da Universidade de Lisboa.
1991 II Bienal de Fotografia de Vila Franca de Xira, (1ºprémio). Vila Franca de Xira.
1991 Faltam Nove, Para 2000, Galeria, Escola Superior de Belas Artes de Lisboa.

## Videos Musicais
Para além do trabalho apresentado em exposições, e dos videos realizados para as suas próprias músicas, Miguel Soares realizou animações para os seguintes músicos ou grupos:
- 2000 - Ebb, Sack & Blumm, Ed. Tomlab, 1999
- 2001 - Rackrailway to..., Roberto Musci & Giovanni Venosta, Ed. Recommended Records, 1988
- 2003 - Time Zones, Negativland, Ed. Seeland, 1987

## Discografia e DVDs
CD audio a solo
- 2006 migso, ZOOG, Variz. Ref. 007den, ed. Variz, Lisboa.Time Zones, animação, 2003.

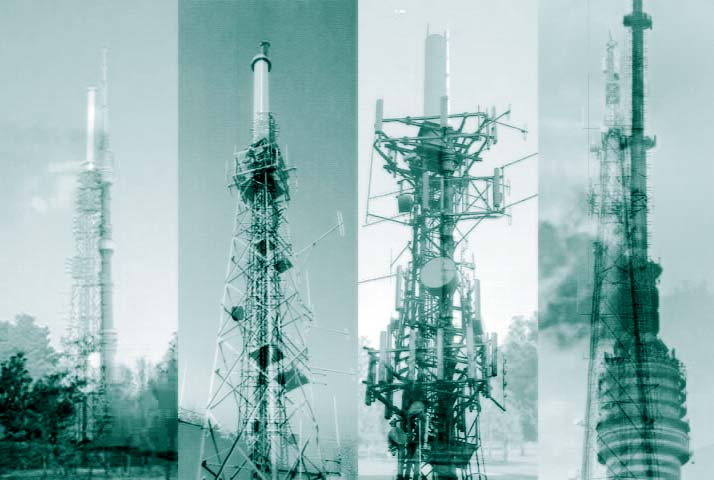
Time Zones, animação, 2003.

- 2002 migso, 002, Variz. Ref. 003den, ed. Variz, Lisboa.

CD audio compilações
- 2005 Portugal, A new sound portrait, ed. Fonoteca Municipal & N_Records, Lisboa.
- 2003 Metrometro, Variz – 004den, ed. Variz, Lisboa.
- 2001 Air Portugal 2, Pond – São Francisco, ed:00351.org.
- 2001 Portuguese Electr(o)domestic tracks 1.0, Variz – 001den, ed. Variz, Lisboa.

DVD
- 2007 Negativland, Our Favorite Things, VV AA, Ed. Other Cinema e Seeland, San Francisco.

## Gallery

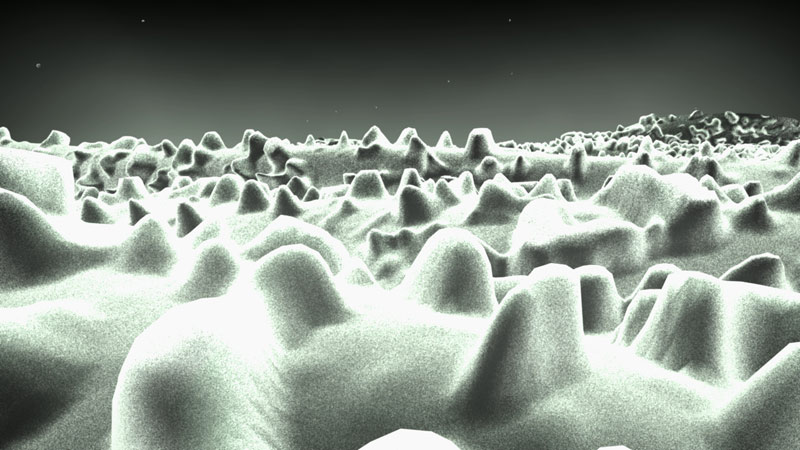
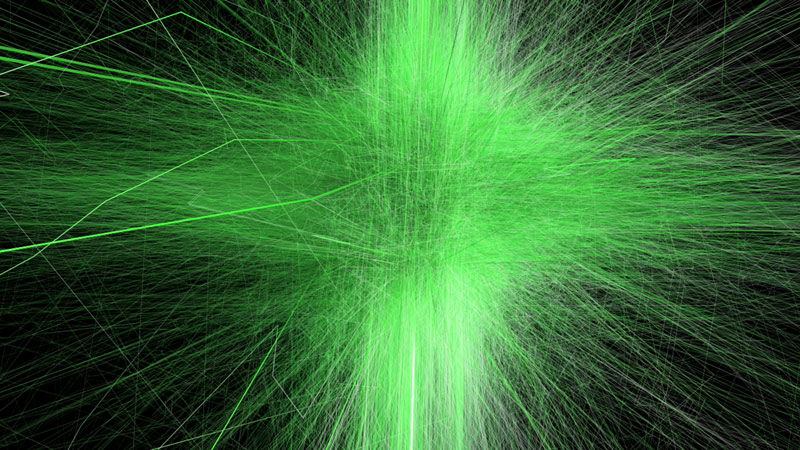
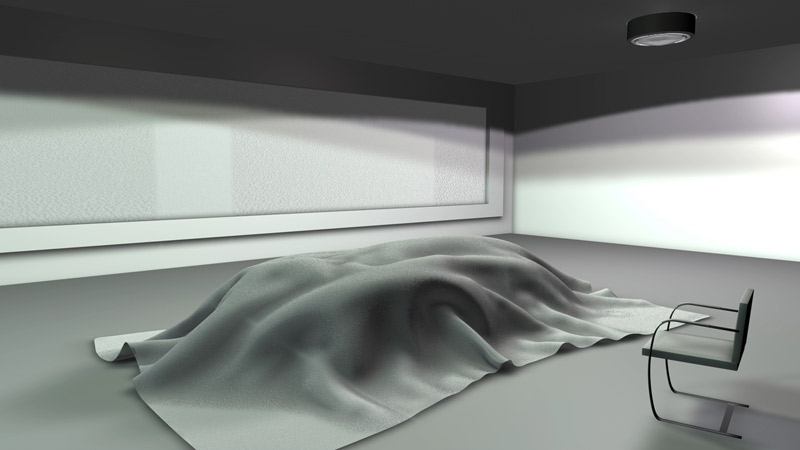
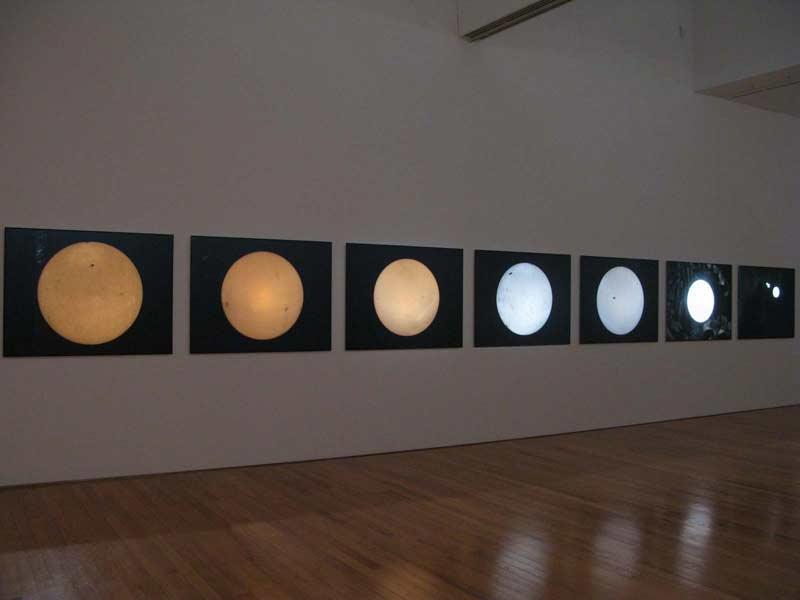
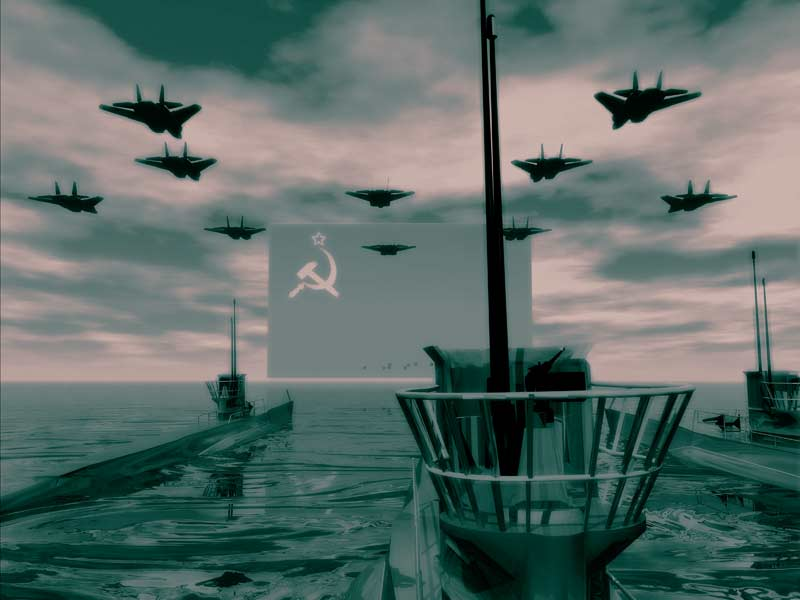
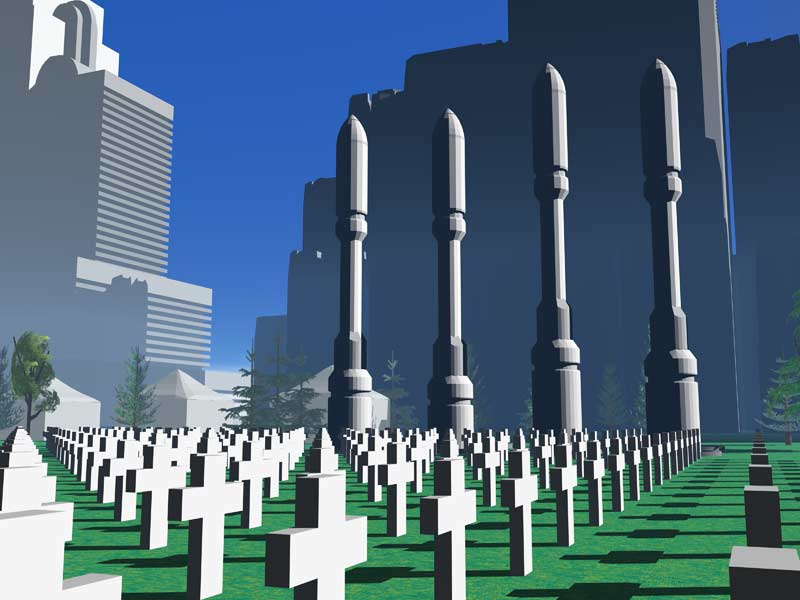
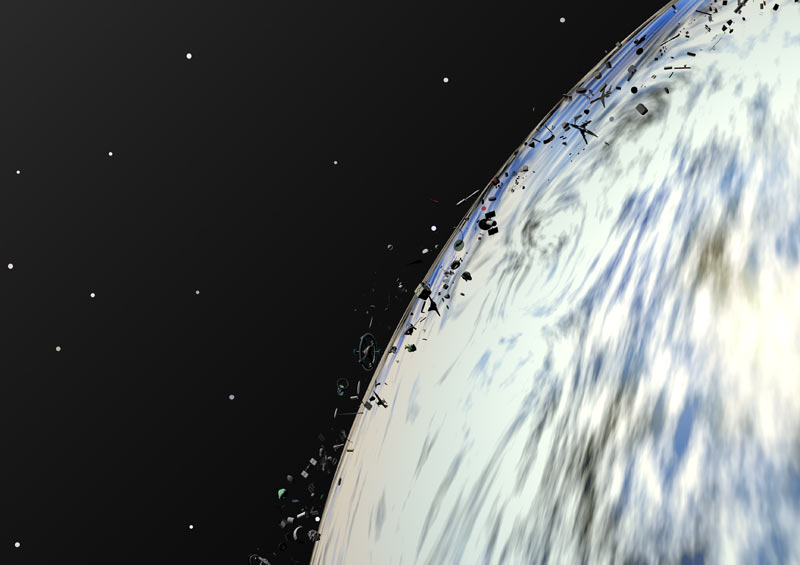
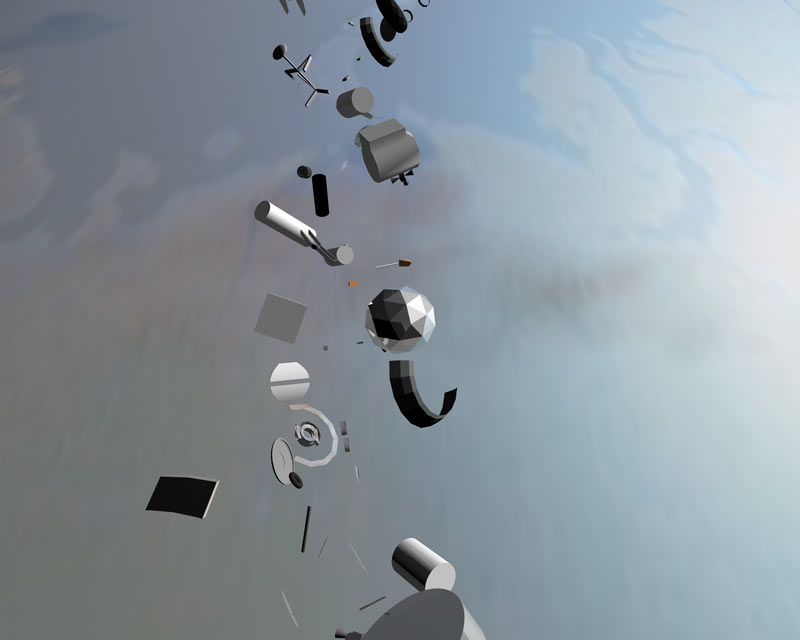
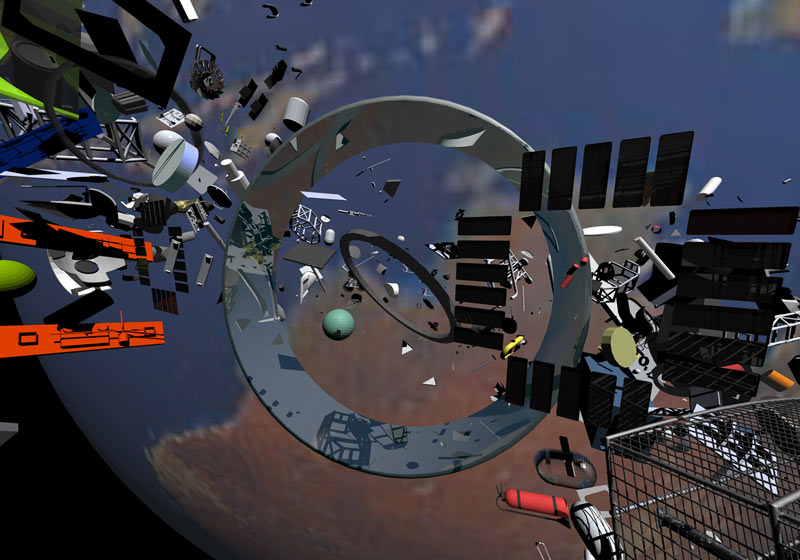
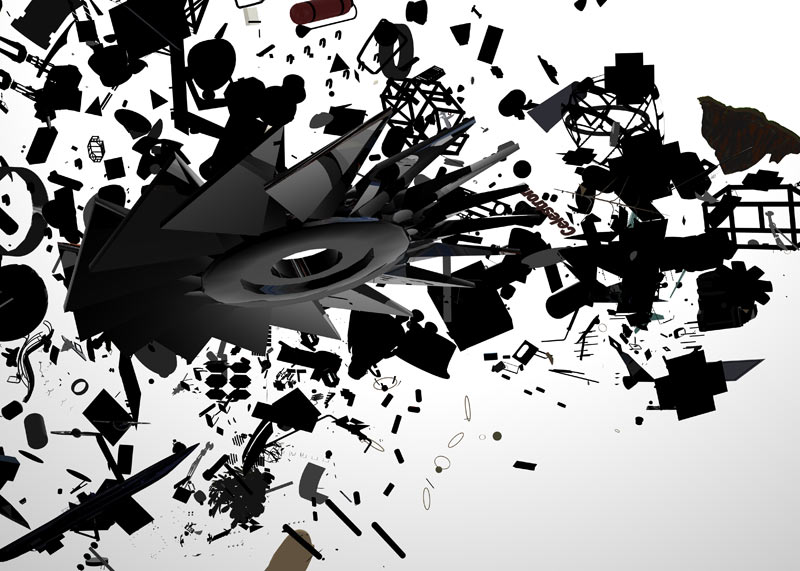
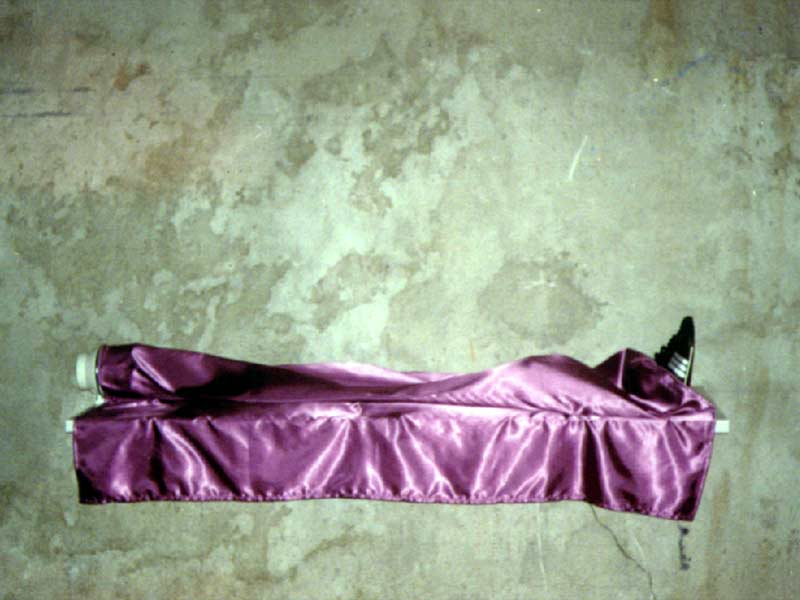